# Copa Hopman 2015
La Hopman Cup XXVII, coneguda també com a Official ITF Mixed Teams Championship 2015, correspon a la 27a edició de la Copa Hopman de tennis entre països. Vuit països participen en el Grup Mundial amb equips mixtos, una dona i un home. Aquesta edició es va disputar entre el 4 i el 10 de gener de 2015 al Perth Arena de Perth, Austràlia, sobre pista dura interior.

## Equips
Equips que participen en el torneig:
| 1. Polònia – Agnieszka Radwańska / Jerzy Janowicz 2. Estats Units – Serena Williams / Jack Sock John Isner 3. França – Alizé Cornet / Jo-Wilfried Tsonga Benoit Paire 4. Canadà – Eugenie Bouchard / Vasek Pospisil | 1. Txèquia – Lucie Šafářová / Adam Pavlasek 2. Itàlia – Flavia Pennetta / Fabio Fognini 3. Austràlia – Casey Dellacqua / Nick Kyrgios Matt Ebden 4. Regne Unit – Heather Watson / Andy Murray |

## Grup A

### Classificació
| Pos. | País         | V | D | Partits | Sets   | Jocs      |
| ---- | ------------ | - | - | ------- | ------ | --------- |
| 1    | Estats Units | 2 | 1 | 7 − 2   | 14 − 8 | 115 − 106 |
| 2    | Canadà       | 2 | 1 | 5 − 4   | 11 − 8 | 97 − 84   |
| 3    | Txèquia      | 2 | 1 | 5 − 4   | 11 − 9 | 104 − 87  |
| 4    | Itàlia       | 0 | 3 | 1 − 8   | 6 − 17 | 88 − 126  |

### Partits

#### Canadà vs. República Txeca
| · Canadà · 1 | Perth Arena, Perth 4 de gener de 2015 Dura interior | Perth Arena, Perth 4 de gener de 2015 Dura interior              | · República Txeca · 2 |     |   |  |
| \| \| \| \| 1 \| 2 \| 3 \| \| \| - \| ------------------------ \| ---------------------------------------------------------------- \| ---- \| --- \| - \| \| \| 1 \| Canadà · República Txeca \| Eugenie Bouchard Lucie Šafářová \| 0 6 \| 4 6 \| \| \| \| 2 \| Canadà · República Txeca \| Vasek Pospisil Adam Pavlasek \| 7 6⁵ \| 6 2 \| \| \| \| 3 \| Canadà · República Txeca \| Eugenie Bouchard / Vasek Pospisil Lucie Šafářová / Adam Pavlasek \| 4 6 \| 2 6 \| \| \| |                                                     |                                                                  |                       |     |   |  |
| |                                                     |                                                                  | 1                     | 2   | 3 |  |
| 1 | Canadà · República Txeca                            | Eugenie Bouchard Lucie Šafářová                                  | 0 6                   | 4 6 |   |  |
| 2 | Canadà · República Txeca                            | Vasek Pospisil Adam Pavlasek                                     | 7 6⁵                  | 6 2 |   |  |
| 3 | Canadà · República Txeca                            | Eugenie Bouchard / Vasek Pospisil Lucie Šafářová / Adam Pavlasek | 4 6                   | 2 6 |   |  |

#### Itàlia vs. Estats Units
| · Itàlia · 0 | Perth Arena, Perth 5 de gener de 2015 Dura interior | Perth Arena, Perth 5 de gener de 2015 Dura interior          | · Estats Units · 3 |     |          |  |
| \| \| \| \| 1 \| 2 \| 3 \| \| \| - \| --------------------- \| ------------------------------------------------------------ \| --- \| --- \| -------- \| \| \| 1 \| Itàlia · Estats Units \| Flavia Pennetta Serena Williams \| 6 0 \| 3 6 \| 0 6 \| \| \| 2 \| Itàlia · Estats Units \| Fabio Fognini John Isner \| 7 5 \| 5 7 \| 64 7 \| \| \| 3 \| Itàlia · Estats Units \| Flavia Pennetta / Fabio Fognini Serena Williams / John Isner \| 2 6 \| 6 2 \| [9] [11] \| \| |                                                     |                                                              |                    |     |          |  |
| |                                                     |                                                              | 1                  | 2   | 3        |  |
| 1 | Itàlia · Estats Units                               | Flavia Pennetta Serena Williams                              | 6 0                | 3 6 | 0 6      |  |
| 2 | Itàlia · Estats Units                               | Fabio Fognini John Isner                                     | 7 5                | 5 7 | 64 7     |  |
| 3 | Itàlia · Estats Units                               | Flavia Pennetta / Fabio Fognini Serena Williams / John Isner | 2 6                | 6 2 | [9] [11] |  |

#### República Txeca vs. Itàlia
| · República Txeca · 3 | Perth Arena, Perth 6 de gener de 2015 Dura interior | Perth Arena, Perth 6 de gener de 2015 Dura interior           | · Itàlia · 0 |     |     |  |
| \| \| \| \| 1 \| 2 \| 3 \| \| \| - \| ------------------------ \| ------------------------------------------------------------- \| --- \| --- \| --- \| \| \| 1 \| República Txeca · Itàlia \| Lucie Šafářová Flavia Pennetta \| 7 5 \| 6 3 \| \| \| \| 2 \| República Txeca · Itàlia \| Adam Pavlasek Fabio Fognini \| 3 6 \| 7 5 \| 6 1 \| \| \| 3 \| República Txeca · Itàlia \| Lucie Šafářová / Adam Pavlasek Flavia Pennetta / Ben Mitchell \| 8 6 \| \| \| \| |                                                     |                                                               |              |     |     |  |
| |                                                     |                                                               | 1            | 2   | 3   |  |
| 1 | República Txeca · Itàlia                            | Lucie Šafářová Flavia Pennetta                                | 7 5          | 6 3 |     |  |
| 2 | República Txeca · Itàlia                            | Adam Pavlasek Fabio Fognini                                   | 3 6          | 7 5 | 6 1 |  |
| 3 | República Txeca · Itàlia                            | Lucie Šafářová / Adam Pavlasek Flavia Pennetta / Ben Mitchell | 8 6          |     |     |  |

- En el partit de dobles mixts, l'australià Ben Mitchell substituí l'italià Fabio Fognini perquè renuncià a causa d'una lesió.

#### Canadà vs. Estats Units
| · Canadà · 2 | Perth Arena, Perth 6 de gener de 2015 Dura interior | Perth Arena, Perth 6 de gener de 2015 Dura interior            | · Estats Units · 1 |      |   |  |
| \| \| \| \| 1 \| 2 \| 3 \| \| \| - \| --------------------- \| -------------------------------------------------------------- \| --- \| ---- \| - \| \| \| 1 \| Canadà · Estats Units \| Eugenie Bouchard Serena Williams \| 6 2 \| 6 1 \| \| \| \| 2 \| Canadà · Estats Units \| Vasek Pospisil John Isner \| 6 3 \| 7 64 \| \| \| \| 3 \| Canadà · Estats Units \| Eugenie Bouchard / Vasek Pospisil Serena Williams / John Isner \| 3 6 \| 5 7 \| \| \| |                                                     |                                                                |                    |      |   |  |
| |                                                     |                                                                | 1                  | 2    | 3 |  |
| 1 | Canadà · Estats Units                               | Eugenie Bouchard Serena Williams                               | 6 2                | 6 1  |   |  |
| 2 | Canadà · Estats Units                               | Vasek Pospisil John Isner                                      | 6 3                | 7 64 |   |  |
| 3 | Canadà · Estats Units                               | Eugenie Bouchard / Vasek Pospisil Serena Williams / John Isner | 3 6                | 5 7  |   |  |

#### Canadà vs. Itàlia
| · Canadà · 2 | Perth Arena, Perth 8 de gener de 2015 Dura interior | Perth Arena, Perth 8 de gener de 2015 Dura interior               | · Itàlia · 1 |     |          |  |
| \| \| \| \| 1 \| 2 \| 3 \| \| \| - \| --------------- \| ----------------------------------------------------------------- \| --- \| --- \| -------- \| \| \| 1 \| Canadà · Itàlia \| Eugenie Bouchard Flavia Pennetta \| 6 3 \| 6 4 \| \| \| \| 2 \| Canadà · Itàlia \| Vasek Pospisil Fabio Fognini \| 6 0 \| 6 3 \| \| \| \| 3 \| Canadà · Itàlia \| Eugenie Bouchard / Vasek Pospisil Flavia Pennetta / Fabio Fognini \| 3 6 \| 6 4 \| [7] [10] \| \| |                                                     |                                                                   |              |     |          |  |
| |                                                     |                                                                   | 1            | 2   | 3        |  |
| 1 | Canadà · Itàlia                                     | Eugenie Bouchard Flavia Pennetta                                  | 6 3          | 6 4 |          |  |
| 2 | Canadà · Itàlia                                     | Vasek Pospisil Fabio Fognini                                      | 6 0          | 6 3 |          |  |
| 3 | Canadà · Itàlia                                     | Eugenie Bouchard / Vasek Pospisil Flavia Pennetta / Fabio Fognini | 3 6          | 6 4 | [7] [10] |  |

#### República Txeca vs. Estats Units
| · República Txeca · 0 | Perth Arena, Perth 8 de gener de 2015 Dura interior | Perth Arena, Perth 8 de gener de 2015 Dura interior         | · Estats Units · 3 |      |      |  |
| \| \| \| \| 1 \| 2 \| 3 \| \| \| - \| ------------------------------ \| ----------------------------------------------------------- \| ---- \| ---- \| ---- \| \| \| 1 \| República Txeca · Estats Units \| Lucie Šafářová Serena Williams \| 3 6 \| 7 6¹ \| 6⁶ 7 \| \| \| 2 \| República Txeca · Estats Units \| Adam Pavlasek John Isner \| 64 7 \| 4 6 \| \| \| \| 3 \| República Txeca · Estats Units \| Lucie Šafářová / Adam Pavlasek Serena Williams / John Isner \| 3 6 \| 3 6 \| \| \| |                                                     |                                                             |                    |      |      |  |
| |                                                     |                                                             | 1                  | 2    | 3    |  |
| 1 | República Txeca · Estats Units                      | Lucie Šafářová Serena Williams                              | 3 6                | 7 6¹ | 6⁶ 7 |  |
| 2 | República Txeca · Estats Units                      | Adam Pavlasek John Isner                                    | 64 7               | 4 6  |      |  |
| 3 | República Txeca · Estats Units                      | Lucie Šafářová / Adam Pavlasek Serena Williams / John Isner | 3 6                | 3 6  |      |  |

## Grup B

### Classificació
| Pos. | País       | V | D | Partits | Sets    | Jocs     |
| ---- | ---------- | - | - | ------- | ------- | -------- |
| 1    | Polònia    | 3 | 0 | 7 − 2   | 14 − 5  | 104 − 69 |
| 2    | Regne Unit | 2 | 1 | 6 − 3   | 12 − 7  | 86 − 83  |
| 3    | França     | 1 | 2 | 4 − 5   | 10 − 11 | 101 − 97 |
| 4    | Austràlia  | 0 | 3 | 1 − 8   | 4 − 17  | 71 − 120 |

### Partits

#### Polònia vs. Austràlia
| · Polònia · 3 | Perth Arena, Perth 4 de gener de 2015 Dura interior | Perth Arena, Perth 4 de gener de 2015 Dura interior                 | · Austràlia · 0 |     |     |  |
| \| \| \| \| 1 \| 2 \| 3 \| \| \| - \| ------------------- \| ------------------------------------------------------------------- \| --- \| --- \| --- \| \| \| 1 \| Polònia · Austràlia \| Agnieszka Radwańska Casey Dellacqua \| 6 2 \| 6 3 \| \| \| \| 2 \| Polònia · Austràlia \| Jerzy Janowicz Matt Ebden \| 3 6 \| 7 5 \| 6 0 \| \| \| 3 \| Polònia · Austràlia \| Agnieszka Radwańska / Jerzy Janowicz Casey Dellacqua / Ben Mitchell \| 8 6 \| \| \| \| |                                                     |                                                                     |                 |     |     |  |
| |                                                     |                                                                     | 1               | 2   | 3   |  |
| 1 | Polònia · Austràlia                                 | Agnieszka Radwańska Casey Dellacqua                                 | 6 2             | 6 3 |     |  |
| 2 | Polònia · Austràlia                                 | Jerzy Janowicz Matt Ebden                                           | 3 6             | 7 5 | 6 0 |  |
| 3 | Polònia · Austràlia                                 | Agnieszka Radwańska / Jerzy Janowicz Casey Dellacqua / Ben Mitchell | 8 6             |     |     |  |

En el partit individual masculí es lesionà l'australià Matt Ebden, i en el partit de dobles mixtos fou substituït provisionalment per Ben Mitchell malgrat que el resultat final ja era de 6−0, 6−0.

#### Regne Unit vs. França
| · Regne Unit · 2 | Perth Arena, Perth 5 de gener de 2015 Dura interior | Perth Arena, Perth 5 de gener de 2015 Dura interior      | · França · 1 |     |          |  |
| \| \| \| \| 1 \| 2 \| 3 \| \| \| - \| ------------------- \| -------------------------------------------------------- \| --- \| --- \| -------- \| \| \| 1 \| Regne Unit · França \| Andy Murray Benoit Paire \| 6 2 \| 7 5 \| \| \| \| 2 \| Regne Unit · França \| Heather Watson Alizé Cornet \| 2 6 \| 2 6 \| \| \| \| 3 \| Regne Unit · França \| Heather Watson / Andy Murray Alizé Cornet / Benoit Paire \| 6 4 \| 2 6 \| [10] [8] \| \| |                                                     |                                                          |              |     |          |  |
| |                                                     |                                                          | 1            | 2   | 3        |  |
| 1 | Regne Unit · França                                 | Andy Murray Benoit Paire                                 | 6 2          | 7 5 |          |  |
| 2 | Regne Unit · França                                 | Heather Watson Alizé Cornet                              | 2 6          | 2 6 |          |  |
| 3 | Regne Unit · França                                 | Heather Watson / Andy Murray Alizé Cornet / Benoit Paire | 6 4          | 2 6 | [10] [8] |  |

#### Regne Unit vs. Polònia
| · Regne Unit · 1 | Perth Arena, Perth 7 de gener de 2015 Dura interior | Perth Arena, Perth 7 de gener de 2015 Dura interior               | · Polònia · 2 |     |   |  |
| \| \| \| \| 1 \| 2 \| 3 \| \| \| - \| -------------------- \| ----------------------------------------------------------------- \| --- \| --- \| - \| \| \| 1 \| Regne Unit · Polònia \| Heather Watson Agnieszka Radwańska \| 3 6 \| 1 6 \| \| \| \| 2 \| Regne Unit · Polònia \| Andy Murray Jerzy Janowicz \| 6 2 \| 6 4 \| \| \| \| 3 \| Regne Unit · Polònia \| Heather Watson / Andy Murray Agnieszka Radwańska / Jerzy Janowicz \| 4 6 \| 4 6 \| \| \| |                                                     |                                                                   |               |     |   |  |
| |                                                     |                                                                   | 1             | 2   | 3 |  |
| 1 | Regne Unit · Polònia                                | Heather Watson Agnieszka Radwańska                                | 3 6           | 1 6 |   |  |
| 2 | Regne Unit · Polònia                                | Andy Murray Jerzy Janowicz                                        | 6 2           | 6 4 |   |  |
| 3 | Regne Unit · Polònia                                | Heather Watson / Andy Murray Agnieszka Radwańska / Jerzy Janowicz | 4 6           | 4 6 |   |  |

#### Austràlia vs. França
| · Austràlia · 1 | Perth Arena, Perth 7 de gener de 2015 Dura interior | Perth Arena, Perth 7 de gener de 2015 Dura interior             | · França · 2 |     |     |  |
| \| \| \| \| 1 \| 2 \| 3 \| \| \| - \| ------------------ \| --------------------------------------------------------------- \| ---- \| --- \| --- \| \| \| 1 \| Austràlia · França \| Casey Dellacqua Alizé Cornet \| 6 4 \| 5 7 \| 1 6 \| \| \| 2 \| Austràlia · França \| Marinko Matosevic Benoit Paire \| 2 6 \| 6 4 \| 6 2 \| \| \| 3 \| Austràlia · França \| Casey Dellacqua / Marinko Matosevic Alizé Cornet / Benoit Paire \| 63 7 \| 5 7 \| \| \| |                                                     |                                                                 |              |     |     |  |
| |                                                     |                                                                 | 1            | 2   | 3   |  |
| 1 | Austràlia · França                                  | Casey Dellacqua Alizé Cornet                                    | 6 4          | 5 7 | 1 6 |  |
| 2 | Austràlia · França                                  | Marinko Matosevic Benoit Paire                                  | 2 6          | 6 4 | 6 2 |  |
| 3 | Austràlia · França                                  | Casey Dellacqua / Marinko Matosevic Alizé Cornet / Benoit Paire | 63 7         | 5 7 |     |  |

Degut a la lesió de l'australià Matt Ebden en la jornada anterior, Marinko Matosevic el substituí de forma permanent en el torneig.

#### França vs. Polònia
| · França · 1 | Perth Arena, Perth 9 de gener de 2015 Dura interior | Perth Arena, Perth 9 de gener de 2015 Dura interior              | · Polònia · 2 |      |     |  |
| \| \| \| \| 1 \| 2 \| 3 \| \| \| - \| ---------------- \| ---------------------------------------------------------------- \| --- \| ---- \| --- \| \| \| 1 \| França · Polònia \| Alizé Cornet Agnieszka Radwańska \| 6 4 \| 2 6 \| 7 5 \| \| \| 2 \| França · Polònia \| Benoit Paire Jerzy Janowicz \| 4 6 \| 6⁶ 7 \| \| \| \| 3 \| França · Polònia \| Alizé Cornet / Benoit Paire Agnieszka Radwańska / Jerzy Janowicz \| 4 6 \| \| \| \| |                                                     |                                                                  |               |      |     |  |
| |                                                     |                                                                  | 1             | 2    | 3   |  |
| 1 | França · Polònia                                    | Alizé Cornet Agnieszka Radwańska                                 | 6 4           | 2 6  | 7 5 |  |
| 2 | França · Polònia                                    | Benoit Paire Jerzy Janowicz                                      | 4 6           | 6⁶ 7 |     |  |
| 3 | França · Polònia                                    | Alizé Cornet / Benoit Paire Agnieszka Radwańska / Jerzy Janowicz | 4 6           |      |     |  |

Com que l'equip polonès ja s'havia classificat per la final en guanyar el partit individual masculí, el partit de dobles mixts es va disputar a un sol set de mutu acord entre els dos equips.

#### Austràlia vs. Regne Unit
| · Austràlia · 0 | Perth Arena, Perth 9 de gener de 2015 Dura interior | Perth Arena, Perth 9 de gener de 2015 Dura interior              | · Regne Unit · 3 |     |   |  |
| \| \| \| \| 1 \| 2 \| 3 \| \| \| - \| ---------------------- \| ---------------------------------------------------------------- \| --- \| --- \| - \| \| \| 1 \| Austràlia · Regne Unit \| Casey Dellacqua Heather Watson \| 3 6 \| 4 6 \| \| \| \| 2 \| Austràlia · Regne Unit \| Marinko Matosevic Andy Murray \| 3 6 \| 2 6 \| \| \| \| 3 \| Austràlia · Regne Unit \| Casey Dellacqua / Marinko Matosevic Heather Watson / Andy Murray \| 5 7 \| 1 6 \| \| \| |                                                     |                                                                  |                  |     |   |  |
| |                                                     |                                                                  | 1                | 2   | 3 |  |
| 1 | Austràlia · Regne Unit                              | Casey Dellacqua Heather Watson                                   | 3 6              | 4 6 |   |  |
| 2 | Austràlia · Regne Unit                              | Marinko Matosevic Andy Murray                                    | 3 6              | 2 6 |   |  |
| 3 | Austràlia · Regne Unit                              | Casey Dellacqua / Marinko Matosevic Heather Watson / Andy Murray | 5 7              | 1 6 |   |  |

## Final
| · Estats Units · 1 | Perth Arena, Perth 10 de gener de 2015 Dura interior | Perth Arena, Perth 10 de gener de 2015 Dura interior              | · Polònia · 2 |      |     |  |
| \| \| \| \| 1 \| 2 \| 3 \| \| \| - \| ---------------------- \| ----------------------------------------------------------------- \| ----- \| ---- \| --- \| \| \| 1 \| Estats Units · Polònia \| Serena Williams Agnieszka Radwańska \| 4 6 \| 7 63 \| 1 6 \| \| \| 2 \| Estats Units · Polònia \| John Isner Jerzy Janowicz \| 7 6¹⁰ \| 6 4 \| \| \| \| 3 \| Estats Units · Polònia \| Serena Williams / John Isner Agnieszka Radwańska / Jerzy Janowicz \| 5 7 \| 3 6 \| \| \| |                                                      |                                                                   |               |      |     |  |
| |                                                      |                                                                   | 1             | 2    | 3   |  |
| 1 | Estats Units · Polònia                               | Serena Williams Agnieszka Radwańska                               | 4 6           | 7 63 | 1 6 |  |
| 2 | Estats Units · Polònia                               | John Isner Jerzy Janowicz                                         | 7 6¹⁰         | 6 4  |     |  |
| 3 | Estats Units · Polònia                               | Serena Williams / John Isner Agnieszka Radwańska / Jerzy Janowicz | 5 7           | 3 6  |     |  |